# Cratichneumon astutus
Cratichneumon astutus är en stekelart som först beskrevs av Holmgren 1868.  Cratichneumon astutus ingår i släktet Cratichneumon och familjen brokparasitsteklar. Inga underarter finns listade i Catalogue of Life.